# Medicago saxatilis
Medicago saxatilis är en ärtväxtart som beskrevs av Friedrich August Marschall von Bieberstein. Medicago saxatilis ingår i släktet luserner, och familjen ärtväxter. IUCN kategoriserar arten globalt som starkt hotad. Inga underarter finns listade i Catalogue of Life.